# Jorge Lino Romero
Jorge Lino Romero Santa Cruz (1937. szeptember 23. –) paraguayi labdarúgócsatár.
A paraguayi válogatott tagjaként részt vett az 1958-as labdarúgó-világbajnokságon.